# سبوفورد
سبوفورد (بالإنجليزية: Spofford, Texas)‏ هي مدينة تقع بولاية تكساس في شمال شرق الولايات المتحدة. تبلغ مساحة هذه المدينة 0.7 (كم²)، وترتفع عن سطح البحر 308 م، بلغ عدد سكانها 75 نسمة في عام 2000 حسب إحصاء مكتب تعداد الولايات المتحدة وتصل الكثافة السكانية فيها 115.4 نسمة/كم2.

## وصلات خارجية
- The US50 - Cities and Towns in Texas State